# Malý Slivník
Pour les articles homonymes, voir Malý.
Malý Slivník est un village de Slovaquie situé dans la région de Prešov.

## Histoire
Première mention écrite du village en 1248.

## Démographie

### Évolution de la population
| Année:               | 1994. | 2004.    | 2014.    | 2024.    |
| -------------------- | ----- | -------- | -------- | -------- |
| Nombre de personnes: | 524   | 722      | 890      | 1122     |
| Différence:          |       | +37,78 % | +23,26 % | +26,06 % |

| Année:               | 2023. | 2024. |
| -------------------- | ----- | ----- |
| Nombre de personnes: | 1100  | 1122  |
| Différence:          |       | +2 %  |